# Khotosho
För andra betydelser, se Varghund.
Khotosho (Хотошо), tidigare burjat-mongolskij volkodav (Бурят-монгольский волкодав; burjat-mongolisk varghund), är en hundras från gränstrakterna mellan Burjatien i Ryssland och Mongoliet. Den är närmast identisk med tibetansk mastiff som är en ras skapad i Europa och USA av exemplar importerade från Nepal och Bhutan på 1970-talet. Den burjat-mongoliska varghunden är en lokal population. Rasen är traditionellt en herdehund och boskapsvaktare till skydd mot varg, björn och andra rovdjur. Rasen är nationellt erkänd av den ryska kennelklubben Rossijskaja Kinologitjeskaja Federatsija (RKF).

## Mongolisk bankhar
I Mongoliet finns en särskild variant kallad mongolisk bankar (alternativt bavgar eller banhar), syftande på björnlikheten. Det mongoliska epitetet fyrögd kommer av tan-teckningarna på ögonbrynen, vilket ger intryck av att hunden har fyra ögon. Eftersom den mongoliska kennelklubben inte är med i den internationella hundorganisationen FCI utgör dessa en egen population. Det har förts diskussioner i den mongoliska kennelklubben om att erkänna denna population som en egen ras.

### Likheter med tibetansk mastiff
Mongolisk bankhar är i det närmaste identiskt med tibetansk mastiff. En skillnad är att den västliga aveln utgått från en strikt rasstandard och rasen visar därmed upp en större enhetlighet ifråga om typ. Mongolisk bankhar är en lokal population och har inte alls följt samma strikta riktlinjer vilket resulterat i att det finns ytterst få renrasiga mongolisk bankhar kvar i Mongoliet. Detta innebär att de lokala mongoliska mastifferna ofta uppvisar betydligt större variation i typ än den tibetanska mastiffen. Till exempel kan man se individer som är lättare och mindre muskulösa; har längre och/eller snipigare nos; har annan placering på öronen eller ögonen; har annan skallform eller uppvisar andra typdetaljer och uttryck som ej är önskvärt hos tibetansk mastiff enligt den moderna rasstandarden. 
Det finns mycket få renrasiga mongolisk bankhar kvar i Mongoliet och därför har flera uppfödare, däribland flera buddhistiska kloster, inlett avelsprogram för att bevara rasen och det gör man bland annat genom att korsa in tibetansk mastiff importerade från Tibet.

### Omtvistat ursprung
Det finns de som hävdar att mongolisk bankhar ursprungligen var tibetanska mastiffer som skickats som tribut, gåvor, handelsvaror eller tagna som krigsbyte. Detta är något som många mongoliska människor och ägare till mongolisk bankhar ofta förnekar. De hävdar i sin tur att den mongoliska bankaren och den tibetanska mastiffen kan vara samma hundras men att det är mongolisk bankhar som är ursprunget till tibetansk mastiff (samt även kavkazskaja ovtjarka och sredneasiatskaja ovtjarka) - inte tvärtom.